# Turc de l'Orkhon
Le turc de l'Orkhon ou Göktürk est la langue utilisée dans les plus anciens textes turcs écrits connus. C'est la première étape du vieux turc, précédant le ouïghour ancien.

## Appellation
L'alphabet de l'Orkhon est généralement utilisé pour la langue dans laquelle les inscriptions Orkhon et du Ienisseï sont écrites.